# علامة سالوس
علامة سالوس (بالإنجليزية: Salus's sign)‏ هي علامة طبية تظهر خلال تنظير قاع العين وتتمثل في انحراف وريدات شبكية العين في المرضى الذين يعانون من اعتلال الشبكية بفرط ضغط الدم. يتسبب تصلب الشرايين في تقصير أو إطالة الشرينات، مما يؤدي إلى تحريك الوريدات إلى نقط التتقاطع بيهما.
تحمل العلامة اسم روبرت سالوس.